# Jan Mikołaj Kossowski
Jan Mikołaj Kossowski (ur. 5 grudnia 1888 w Wąwolnicy, zm. 13 lub 14 kwietnia 1940 w Katyniu) – rotmistrz Wojska Polskiego, kawaler Orderu Virtuti Militari, ofiara zbrodni katyńskiej.

## Życiorys
Urodził się 5 grudnia 1888 w Wąwolnicy, w ówczesnym powiecie nowoaleksandryjskim guberni lubelskiej, w rodzinie Karola i Michaliny z Dobraczyńskich. Ukończył szkoły w Zwierzyńcu i Petersburgu. W latach 1905–1917 w armii rosyjskiej. Ukończył szkołę podchorążych w Petersburgu, przydzielony do Izmaiłowskiego Pułku Lejb Gwardii. 11 lipca 1914 został zmobilizowany do 71 bielowskiego pułku piechoty w Puławach i wysłany na front. Był trzykrotnie ranny. W 1917 wstąpił do I Korpusu Polskiego w Rosji. Służył w 6. szwadronie 2 pułku ułanów.
W czasie wojny z Ukraińcami walczył w szeregach 3 pułku ułanów (30 grudnia 1918 przemianowanego na 7 pułk ułanów) na stanowisku dowódcy plutonu karabinów maszynowych. Wyróżnił się 16 stycznia 1919 w czasie wypadu na Żółkiew, w czasie którego został ciężko ranny w brzuch i rękę. W 1920, w czasie wojny z bolszewikami walczył w 201 ochotniczym pułku szwoleżerów jako dowódca szwadronu karabinów maszynowych. Za bohaterstwo w boju został odznaczony Krzyżem Srebrnym Orderu Virtuti Militari. 28 lutego 1921 został zatwierdzony z dniem 1 kwietnia 1920 w stopniu porucznika, w kawalerii, w grupie oficerów byłych Korpusów Wschodnich i byłej armii rosyjskiej. W 1921 został przeniesiony do rezerwy. Posiadał przydział w rezerwie do 3 pułku szwoleżerów. 8 stycznia 1924 został zatwierdzony w stopniu rotmistrza ze starszeństwem z 1 czerwca 1919 i 180. lokatą w korpusie oficerów rezerwy jazdy.
W latach 1926–1928 był funkcjonariuszem Straży Celnej w Zalesiu i Rajgrodzie, a następnie był aspirantem straży więziennej w Lublinie i Zamościu (lata 1929–1933). Po przejściu na emeryturę był prezesem Ochotniczej Straży Pożarnej w Wąwolnicy.
W 1934, jako oficer rezerwy pozostawał w ewidencji Powiatowej Komendy Uzupełnień Lublin Miasto. Posiadał przydział do Oficerskiej Kadry Okręgowej Nr II. Był wówczas w grupie oficerów „powyżej 40 roku życia”. Z dniem 31 grudnia 1938 został przeniesiony do pospolitego ruszenia, pozostając w ewidencji Komendy Rejonu Uzupełnień Puławy.
W kampanii wrześniowej zmobilizowany do taborów 18 Dywizji Piechoty. Wzięty do niewoli radzieckiej w miejscowości Werba pod Włodzimierzem, osadzony w więzieniu kijowskim, a potem w Kozielsku. 11 lub 12 kwietnia 1940 został przekazany do dyspozycji naczelnika Zarządu NKWD Obwodu Smoleńskiego. 13 lub 14 kwietnia 1940 zamordowany w Katyniu i tam pogrzebany (LW 022/2 z 9.4.1940 r., poz. 62). Od 28 lipca 2000 spoczywa na Polskim Cmentarzu Wojennym w Katyniu.
5 października 2007 minister obrony narodowej Aleksander Szczygło mianował go pośmiertnie na stopień majora. Awans został ogłoszony 9 listopada 2007, w Warszawie, w trakcie uroczystości „Katyń Pamiętamy – Uczcijmy Pamięć Bohaterów”.
Jan Mikołaj Kossowski był żonaty z Teodozją z Sienkowskich, z którą miał ośmioro dzieci: Janinę (ur. 1920), Bogumiła (ur. 1922), Zdzisława (ur. 1924), Dobrosława (ur. 1926), Wojciecha (ur. 1928), Macieja (ur. 1931), Bartłomieja (ur. 1935) i Marię Magdalenę Blombergową (ur. 1936).

## Ordery i odznaczenia
- Krzyż Srebrny Orderu Virtuti Militari nr 2738[19]
- Krzyż Walecznych dwukrotnie[20]
- Srebrny Krzyż Zasługi[8]
- Medal Pamiątkowy za Wojnę 1918–1921[20]
- Medal Dziesięciolecia Odzyskanej Niepodległości[20]
- Odznaka za Rany i Kontuzje z jedną gwiazdką[20]